# Spökskeppet

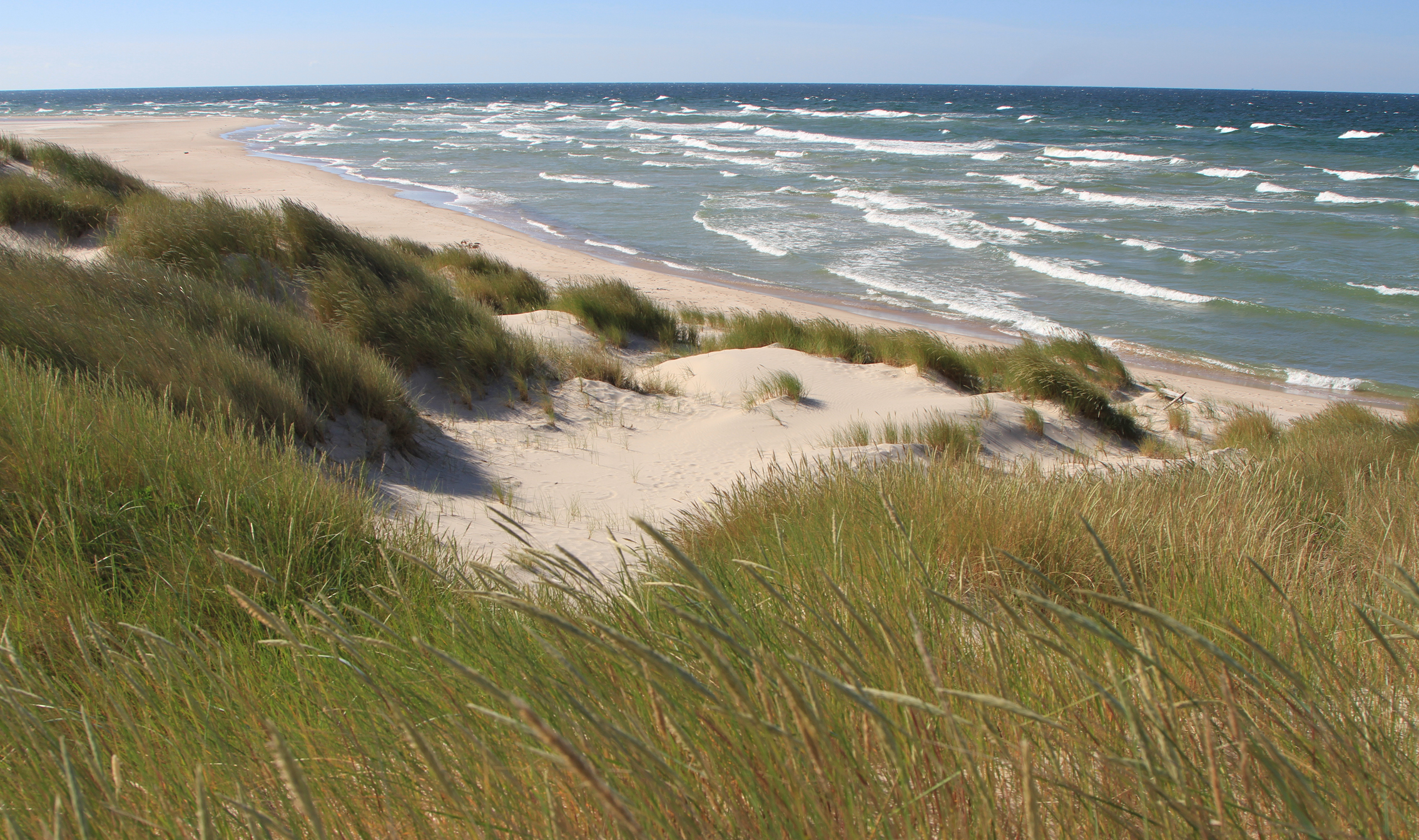
Närmaste land från Spökskeppets vrakplats är Gotska Sandön

Spökskeppet kallas det skeppsvrak som hittades öster om Gotska Sandön, på 130 meters djup i Östersjön, av företagen Deep Sea Productions och Marin Mätteknik, vilket oförväntat skedde när de sökte efter den svenska DC-3:an som försvann på 1950-talet i den så kallade Catalinaaffären.
År 2007 videofilmades vraket för första gången, med en fjärrstyrd undervattensrobot, vilket gjordes i samband med SVT:s inspelning av dokumentärserien "Vrakletarna". Under hösten 2008 utfördes nya undersökningar av vraket, med en mer omfattande videofilmning. Då användes två undervattensrobotar, en stor och en liten som kunde gå ner i en lucka och filma under däcket. Dessutom användes en mycket kraftig ljusrigg för belysning. 
På grund av det stora djupet är det relativt komplicerat, dock inte omöjligt, att dyka på vraket.
En internationell forskargrupp ledd av det marinarkeologiska forskningsinstitutet MARIS vid Södertörns högskola har tillsammans med upptäckarna arbetat med att undersöka och dokumentera vraket.

## Historik
Vraket är ännu inte identifierat, men dendrokronologiiska undersökningar visar att delar av virket avverkats mellan 1669 och 1693. Fartyget antas ha varit ett holländskt handelsskepp som gått i trafik mellan Amsterdam och olika hamnar runt Östersjön. Det har fått arbetsnamnet "Spökskeppet" eftersom det ser ut som om besättningen bara lämnat fartyget tillfälligt och snart väntas återkomma. Alla de välbevarade föremålen står orörda.

## Skeppskonstruktion
Skeppet är en flöjt och mäter 27 meter mellan stävarna. Fartyget är byggt enligt holländsk byggnadsteknik. Ett par år senare hittades Lejonvraket, ett snarlikt fartyg och byggt i samma stil.

## Vrakets nuvarande skick
Spökskeppet ligger kölrätt på 130 meters djup på Östersjöns botten. Det stora djupet innebär idealiska förhållanden för vraket; kyla, frånvaro av syre, ljus och skeppsmask har gjort att skeppet har bevarats extremt väl. Hela skrovet är intakt. Både fock- och stormasten står ännu upprätta och i kaptenens kajuta står fortfarande hans orörda sjömanskista, likaså finns bland fynden flera träskulpturer och snidade ornament. En skulpterad, manlig träfigur, som troligen föreställer en välbeställd köpman, med stort skägg och plymförsedd hatt har bärgats för att undersökas närmare och ska kanske efter behandling bli ett musealt utställningsföremål. Inga kanoner har påträffats ombord och flöjterna var vanligtvis helt obestyckade.

## Externa länkar

Plan and side elevation drawing of the Ghost Ship